# کارخانه موتور زاوولژیه
 کارخانه موتور زاوولژیه (روسی: Заволжский моторный завод) تولیدکننده موتورهای خودرو در روسیه است. 
این کارخانه در آوریل ۱۹۵۸ تاسیس شد تا موتورهای ویژه ولگا گاز-۲۱ را به شرکت گورکوفسکی اتومبیلی زاود ارائه دهد.
موتور زاوولژیه در سال ۱۹۶۱ مستقل شد و در سال ۲۰۰۱ توسط اواز خریداری شد. این شرکت قطعات یدکی را برای بسیاری از وسایل نقلیه با اصالت شوروی و همچنین برای برخی از مدل‌های فورد تولید می‌کند.